# عصفور الأرز نيكاراغوا
عصفور الأرز نيكاراغوا (الاسم العلمي: Oryzoborus nuttingi)، هو نوع من الطيور يتبع جنس عصفور الأرز ضمن فصيلة التناجر ضمن رتبة العصفوريات.